# Prêmio de Nanotecnologia Feynman
O Prêmio de Nanotecnologia Feynman (em inglês:  Feynman Prize in Nanotechnology) é um prêmio dado anualmente pelo Instituto Foresight para avanços significativos em nanotecnologia. É denominado em memória de Richard Feynman, cuja lecture em 1959 There's Plenty of Room at the Bottom é considerada ter inspirado o início do campo da nanotecnologia.
O prêmio foi estabelecido "para reconhecer pesquisadores cujo trabalho recente fez avançar a área no sentido de atingir a visão de nanotecnologia de Feynman: manufatura molecular, a construção de produtos atomicamente precisos pelo uso de sistemas de máquinas moleculares."
O Instituto Foresight também oferece o Grande Prêmio Feynman, um prêmio de US$ 250.000 para as primeiras pessoas a criar um braço robótico em nanoescala capaz de controle posicional preciso e um adicionador de 8 bits em nanoescala, de acordo com dadas especificações. O Grande Prêmio Feynman é destinado a estimular o campo da nanotecnologia molecular da mesma forma que prêmios históricos similares tais como o Prêmio Longitude, o Prêmio Orteig, o Prêmio Kremer, Ansari X Prize e dois prêmios oferecidos pelo próprio Richard Feynman como desafio em sua palestra de 1959 There's Plenty of Room at the Bottom.
O Instituto Foresight também ofereceu diversos prêmios adicionais. O Prêmio de Comunicação para jornalismo e esforços de comunicação que promovem o entendimento público da nanotecnologia molecular foi concedido de 2000 a 2007, e um Prêmio Governo em reconhecimento a funcionários do governo foi concedido em 2005. Um Premio Estudante Ilustre para estudantes de graduação e pós-graduação foi concedido de 1997 a 2007, e relançado em 2012.

## Agraciados com o Prêmio Feynman
O prêmio foi concedido a primeira vez em 1993. Antes de 1997 um prêmio foi dados bianualmente. A partir de 1997 dois prêmio são concedidos anualmente, nas categorias Teoria e Experimental.

### Prêmio individual
| Ano  | Laureado | Laureado         | Instituição                           | Motivo |
| ---- | -------- | ---------------- | ------------------------------------- | --- |
| 1993 |          | Charles Musgrave | Instituto de Tecnologia da Califórnia | “Por seu trabalho na modelagem de uma ferramenta de abstração de hidrogênio útil em nanotecnologia”                                                     |
| 1995 |          | Nadrian Seeman   | Universidade de Nova Iorque           | “Por desenvolver formas de construir estruturas tridimensionais, incluindo cubos e poliedros mais complexos, a partir de moléculas de DNA sintetizadas” |

### Categoria Experimental
| Ano  | Laureado                    | Laureado                 | Instituição                                                    | Motivo                                                                                               |
| ---- | --------------------------- | ------------------------ | -------------------------------------------------------------- | --- |
| 1997 |                             | James Gimzewski          | IBM Zurich Research Laboratory                                 | "por trabalho usando corpos de prova microscópicos para manipular moléculas"                         |
| 1997 | Reto Schlittler             |                          | IBM Zurich Research Laboratory                                 | "por trabalho usando corpos de prova microscópicos para manipular moléculas"                         |
| 1997 |                             | Christian Joachim        | CEMES/Centre national de la recherche scientifique             | "por trabalho usando corpos de prova microscópicos para manipular moléculas"                         |
| 1998 |                             | Reza Ghadiri             | Scripps Research                                               | |
| 1999 |                             | Phaedon Avouris          | IBM Watson Research Center                                     | |
| 2000 |                             | Richard Stanley Williams | HP Labs                                                        | |
| 2000 | Philip Kuekes               |                          | HP Labs                                                        | |
| 2000 |                             | James R. Heath           | Universidade da Califórnia em Los Angeles                      | |
| 2001 |                             | Charles M. Lieber        | Universidade Harvard                                           | |
| 2002 |                             | Chad Mirkin              | Universidade Northwestern                                      | |
| 2003 |                             | Carlo Montemagno         | Universidade da Califórnia em Los Angeles                      | |
| 2004 |                             | Homme Hellinga           | Universidade Duke                                              | |
| 2005 |                             | Christian Schafmeister   | Universidade de Pittsburgh                                     | |
| 2006 |                             | Erik Winfree             | Instituto de Tecnologia da Califórnia                          | |
| 2006 | Paul Wilhelm Karl Rothemund |                          | Instituto de Tecnologia da Califórnia                          | |
| 2007 |                             | Fraser Stoddart          | Universidade da Califórnia em Los Angeles                      | |
| 2008 |                             | James Tour               | Universidade Rice                                              | |
| 2009 |                             | Yoshiaki Sugimoto        | Universidade de Osaka                                          | |
| 2009 | Masayuki Abe                |                          | Universidade de Osaka                                          | |
| 2009 |                             | Oscar Custance           | Japanese National Institute for Materials Science              | |
| 2010 |                             | Masakazu Aono            | MANA Center, Japanese National Institute for Materials Science | |
| 2011 |                             | Leonhard Grill           | Instituto Fritz Haber da Sociedade Max Planck                  | |
| 2012 |                             | Gerhard Meyer            | IBM Zurich Research Laboratory                                 | |
| 2012 | Leo Gross                   |                          | IBM Zurich Research Laboratory                                 | |
| 2012 | Jascha Repp                 |                          | IBM Zurich Research Laboratory                                 | |
| 2013 |                             | Alexander Zettl          | Universidade da Califórnia em Berkeley                         | |
| 2014 |                             | Joseph W. Lyding         | Universidade de Illinois em Urbana-Champaign                   | Litografia de despassivação de hidrogênio usando microscópios de tunelamento de varredura            |
| 2015 |                             | Michelle Simmons         | Universidade de Nova Gales do Sul                              | Fabricação do transistor de átomo simpless                                                           |
| 2016 |                             | Franz Josef Giessibl     | Universidade de Regensburg                                     | Imagem e manipulação de átomos individuais usando microscopia de sonda de varredura                  |
| 2017 |                             | William Shih             | Universidade Harvard                                           | Nanotecnologia do DNA                                                                                |
| 2018 |                             | Christopher Lutz         | IBM Almaden Research Center                                    | Manipulação de átomos e pequenas moléculas para armazenamento de dados e computação                  |
| 2018 |                             | Andreas J. Heinrich      | Center for Quantum Nanoscience, Institute for Basic Science    | Manipulação de átomos e pequenas moléculas para armazenamento de dados e computação                  |
| 2019 |                             | Lulu Qian                | Instituto de Tecnologia da Califórnia                          | Robótica molecular, automontagem de estruturas de DNA e circuitos bioquímicos                        |
| 2020 |                             | Hao Yan                  | Universidade Estadual do Arizona                               | Uso de DNA como designer de blocos de construção moleculares para automontagem molecular programável |

### Categoria Teoria
| Ano  | Laureado             | Laureado                   | Instituição/País                                             | Motivo |
| ---- | -------------------- | -------------------------- | ------------------------------------------------------------ | --- |
| 1997 |                      | Charles Bauschlicher       | Centro de Pesquisa Ames                                      | “Por trabalho em nanotecnologia computacional” |
| 1997 | Stephen Barnard      |                            | Centro de Pesquisa Ames                                      | “Por trabalho em nanotecnologia computacional” |
| 1997 | Creon Levit          |                            | Centro de Pesquisa Ames                                      | “Por trabalho em nanotecnologia computacional” |
| 1997 | Glenn Deardorff      |                            | Centro de Pesquisa Ames                                      | “Por trabalho em nanotecnologia computacional” |
| 1997 | Al Globus            |                            | Centro de Pesquisa Ames                                      | “Por trabalho em nanotecnologia computacional” |
| 1997 | Jie Han              |                            | Centro de Pesquisa Ames                                      | “Por trabalho em nanotecnologia computacional” |
| 1997 | Richard Jaffe        |                            | Centro de Pesquisa Ames                                      | “Por trabalho em nanotecnologia computacional” |
| 1997 | Alessandra Ricca     |                            | Centro de Pesquisa Ames                                      | “Por trabalho em nanotecnologia computacional” |
| 1997 | Marzio Rosi          |                            | Centro de Pesquisa Ames                                      | “Por trabalho em nanotecnologia computacional” |
| 1997 | Deepak Srivastava    |                            | Centro de Pesquisa Ames                                      | “Por trabalho em nanotecnologia computacional” |
| 1997 | H. Thuemmel          |                            | Centro de Pesquisa Ames                                      | “Por trabalho em nanotecnologia computacional” |
| 1998 |                      | Ralph Merkle               | Zyvex                                                        | |
| 1998 |                      | Stephen Walch              | ELORET Corporation/Centro de Pesquisa Ames                   | |
| 1999 |                      | William Andrew Goddard III | California Institute of Technology                           | |
| 1999 | Tahir Cagin          |                            | California Institute of Technology                           | |
| 1999 | Yue Qi               |                            | California Institute of Technology                           | |
| 2000 |                      | Uzi Landman                | Instituto de Tecnologia da Geórgia                           | |
| 2001 |                      | Mark Ratner                | Universidade Northwestern                                    | |
| 2002 |                      | Don Brenner                | Universidade Estadual da Carolina do Norte                   | |
| 2003 |                      | Marvin Cohen               | Universidade da Califórnia em Berkeley                       | |
| 2003 | Steven G. Louie      |                            | Universidade da Califórnia em Berkeley                       | |
| 2004 |                      | David Baker                | Universidade de Washington                                   | |
| 2004 |                      | Brian Kuhlman              | University of North Carolina, Chapel Hill                    | |
| 2005 |                      | Christian Joachim          | French National Centre for Scientific Research               | |
| 2006 |                      | Erik Winfree               | California Institute of Technology                           | |
| 2006 | Paul W. K. Rothemund |                            | California Institute of Technology                           | |
| 2007 |                      | David A. Leigh             | Universidade de Edimburgo                                    | |
| 2008 |                      | George C. Schatz           | Universidade Northwestern                                    | |
| 2009 |                      | Robert A. Freitas Jr.      | Institute for Molecular Manufacturing                        | |
| 2010 |                      | Gustavo E. Scuseria        | Rice University                                              | |
| 2011 |                      | Raymond Astumian           | Universidade do Maine                                        | |
| 2012 |                      | David Soloveichik          | Universidade da Califórnia em São Francisco                  | |
| 2013 |                      | David Beratan              | Universidade Duke                                            | |
| 2014 |                      | Amanda Barnard             | Commonwealth Scientific and Industrial Research Organisation | Relações de estrutura-função de nanoestrutura de carbono |
| 2015 |                      | Markus J. Buehler          | Instituto de Tecnologia de Massachusetts                     | Simulações mecânicas de materiais |
| 2016 |                      | Bartosz Grzybowski         | Ulsan National Institute of Science and Technology           | Modelagem dos resultados das reações orgânicas |
| 2017 |                      | Giovanni Zocchi            | Universidade da Califórnia em Los Angeles                    | Análise de tensões e deformações de nanopartículas macias |
| 2018 |                      | O. Anatole von Lilienfeld  | Universidade de Basileia, agoar na Universidade de Viena     | Métodos para modelagem mecânica quântica rápida |
| 2019 |                      | Giulia Galli               | Universidade de Chicago                                      | O desenvolvimento de métodos teóricos e computacionais para prever e projetar, a partir dos primeiros princípios, as propriedades dos materiais nanoestruturados                                            |
| 2020 |                      | Massimiliano Di Ventra     | Universidade da Califórnia                                   | Transporte quântico em nanoescala e sistemas atômicos; previsão de fenômenos em nanoescala que foram posteriormente verificados experimentalmente, efeitos de memória estudados em materiais e dispositivos |